# حكم عرفي
الحكم العرفي أو الأحكام العرفية أو حالة الطوارئ أو القانون العرفي (بالإنجليزية: Martial Law)‏ هو استبدال الحكومة المدنية بالحكم العسكري وتعليق العمليات القانونية المدنية لصالح السلطات العسكرية. يمكن أن يستمر قانون الأحكام العرفية لفترة محددة أو إلى أجل غير مسمى، وقد يتم تعليق الحريات المدنية الأساسية طالما استمر قانون الأحكام العرفية. غالبًا ما يُعلن قانون الأحكام العرفية في أوقات الحرب و/أو الطوارئ مثل الاضطرابات المدنية والكوارث الطبيعية. بدلاً من ذلك، قد يُعلن قانون الأحكام العرفية في حالات الانقلابات العسكرية.